# 鳥笛
鳥笛（とりぶえ）は鳥の鳴き声に似た音を出す笛の総称である。もとは狩猟で鳥を集めるために使われたもので、鳥寄せ笛とも呼ばれる。現代では鳥の形を模してつくり郷土玩具・土産物として売られていることが多い。

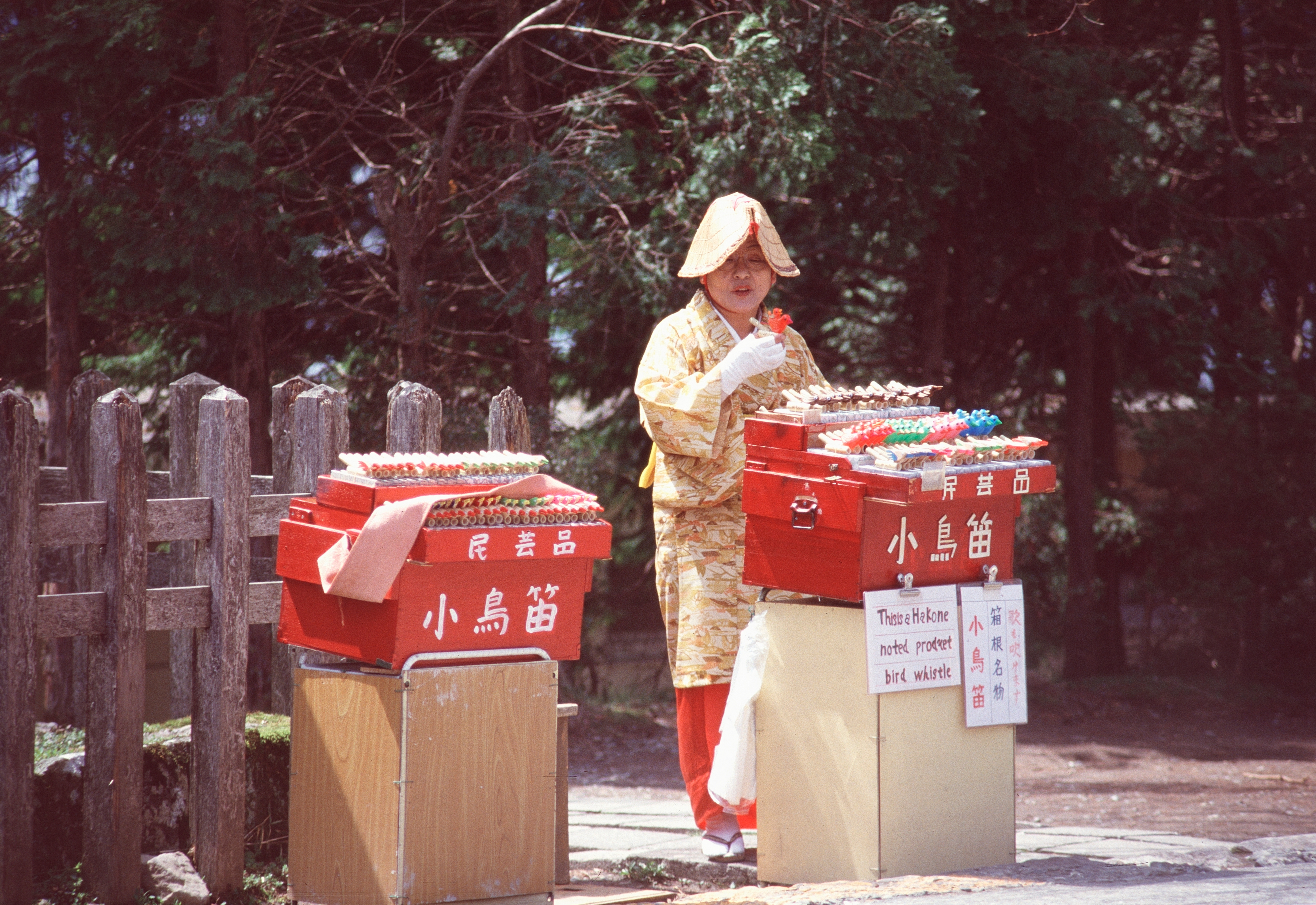
箱根、小鳥笛

日本では古代の『日本書紀』に天鳥笛（あまのとりぶえ）なるものの言及があるが、どのようなものであったかはよくわからない。現在でもよく知られているものは竹製の鶯笛で、江戸時代にはすでに鳥寄せや飼育用の声慣らしとして用いられており、次第に子供の玩具としても普及するようになった。短く切った竹の端を指で押さえて開閉させながら吹くもので、鶯の形の飾りをつけたものも多い。会津若松などでは初音の笛と呼ばれ、各地で同様のものが売られている。梅の花の盛りに売られたもので春の季語としても扱われる。類似のものに雲雀笛、雉笛、梟笛といったものがある。

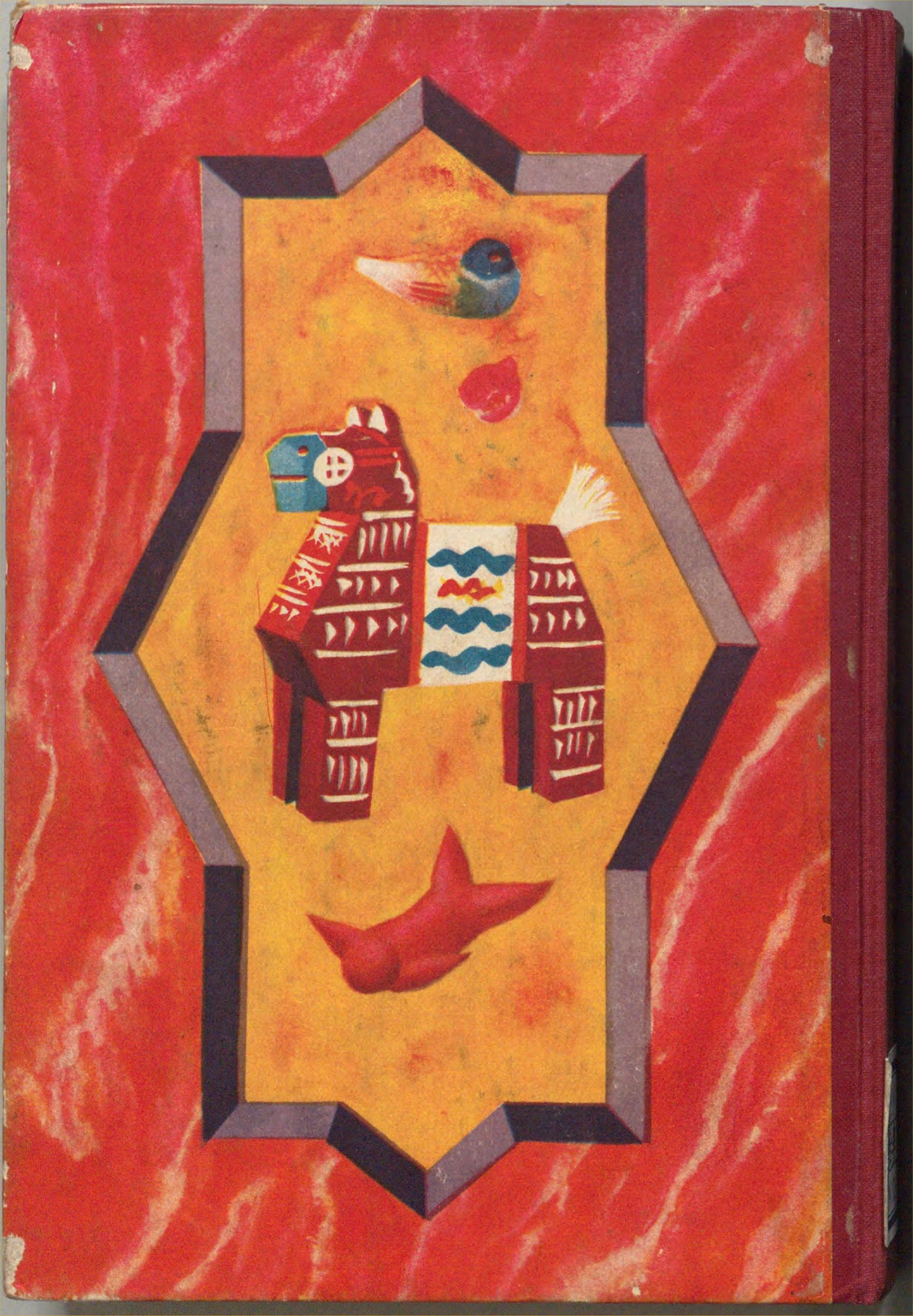
小村雪岱画。上から鳩笛、三春駒、さるぼぼ（1927年）

鳩笛は鳩の形につくった素焼きの笛で、尾の部分を吹いて鳩の鳴き声のような音を出す玩具である。幼児の喉詰まりや虫よけの効能があるという俗信があり、石清水八幡宮など各地の神社でも売られている。また秋の季語でもある。
雉笛は現在では狩猟鳥獣を必要以上におびき寄せることになるとされており、狩猟目的の使用が禁止されている。
同様に鳥寄せに使われるものに、木片にねじを差し込んでこれを回すことで囀りに似た音をだすバードコールと呼ばれるものもある（数十種類の音を出す笛型のものもある）。
世界の鳥笛ギャラリー

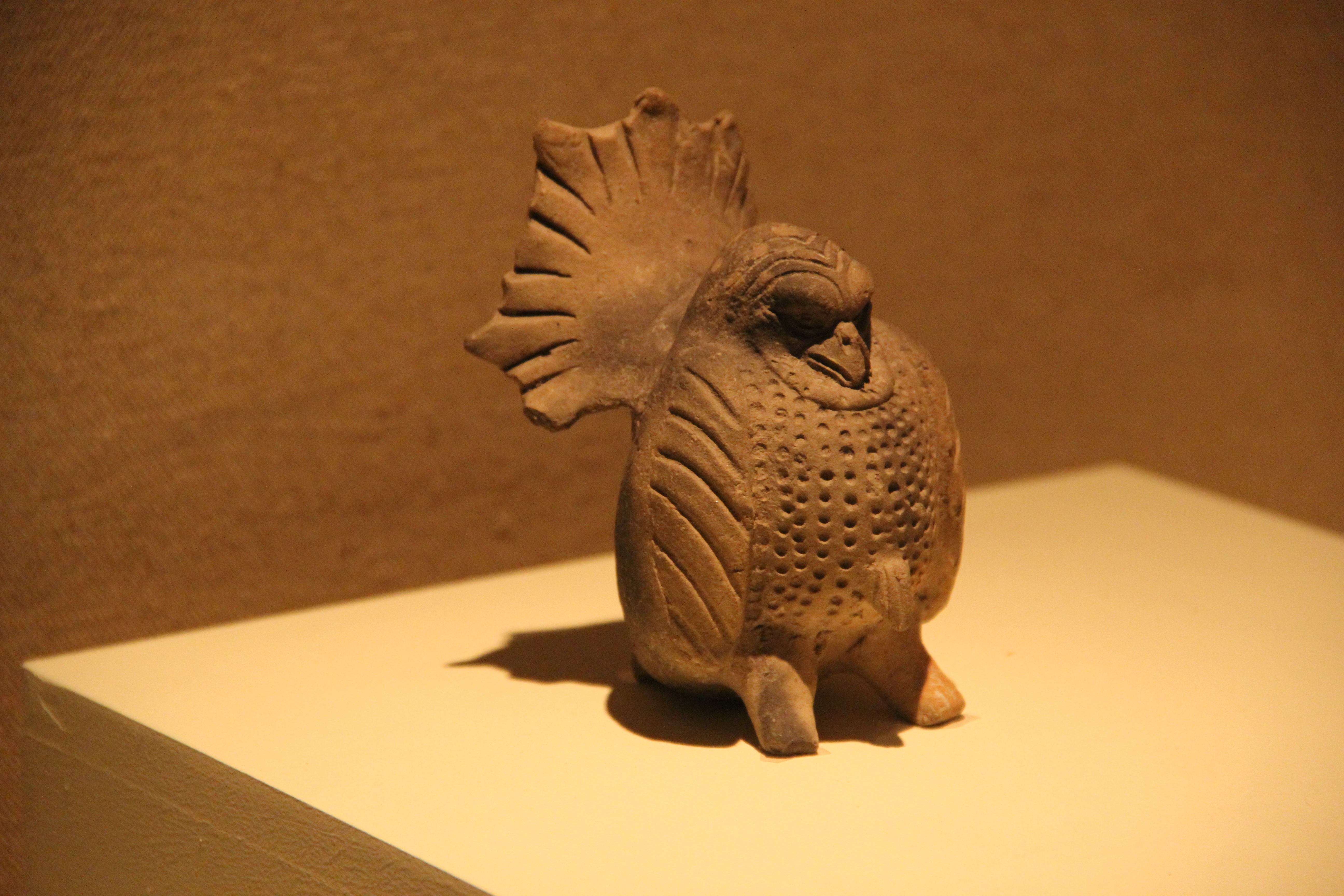
古代メキシコマヤ文明（西暦600 ～ 900年）
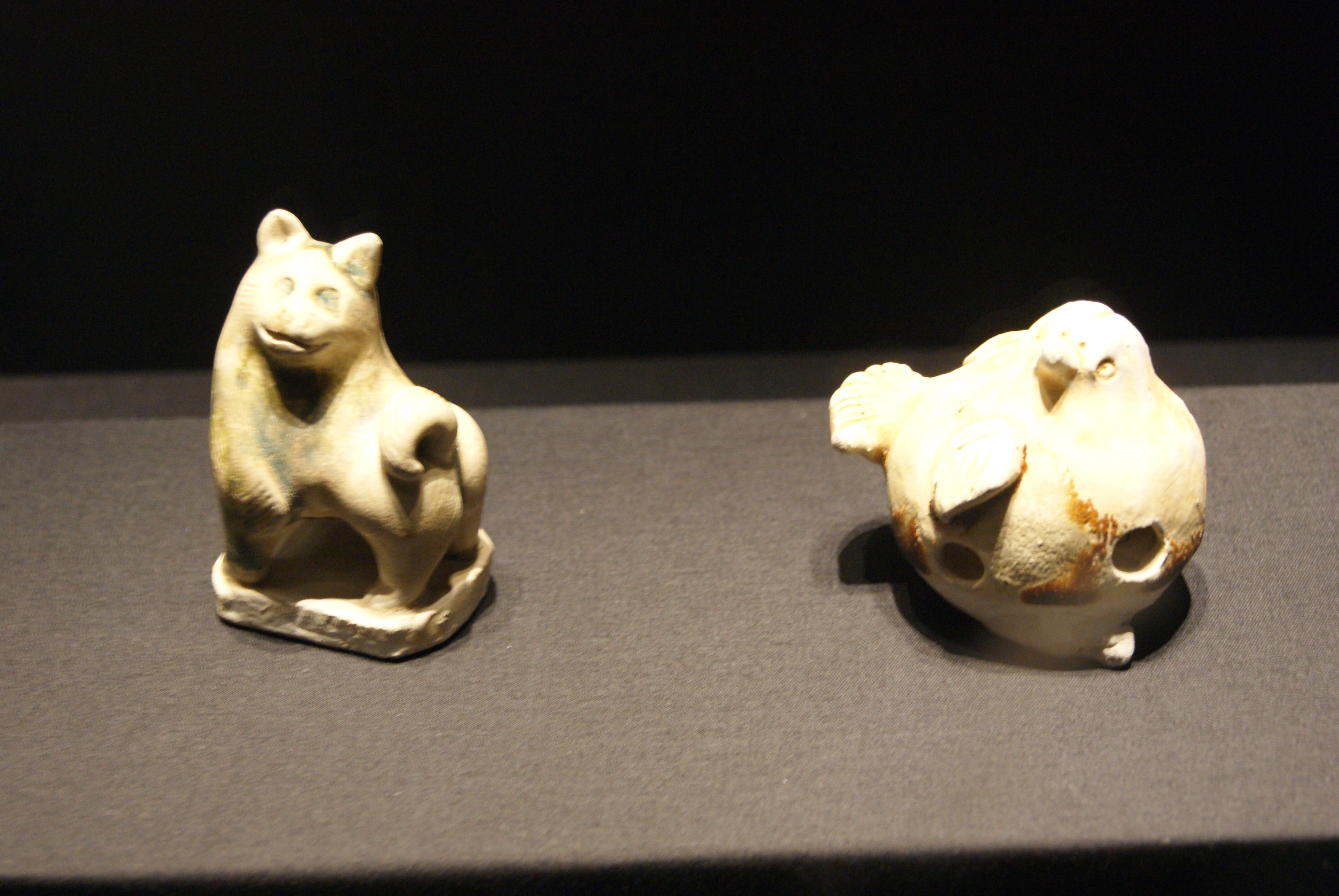
中国の炻器左は猫、右は鳥（825年頃から 850年頃 (唐の時代)。）
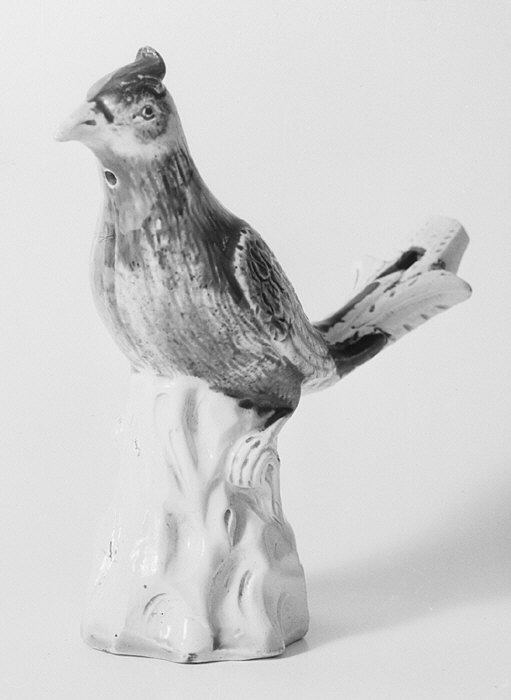
イギリスのウィールドン型（トーマス・ウィールドン（英語版）スタイル）の施釉陶器バードホイッスル（1750 ～ 1770 年頃）
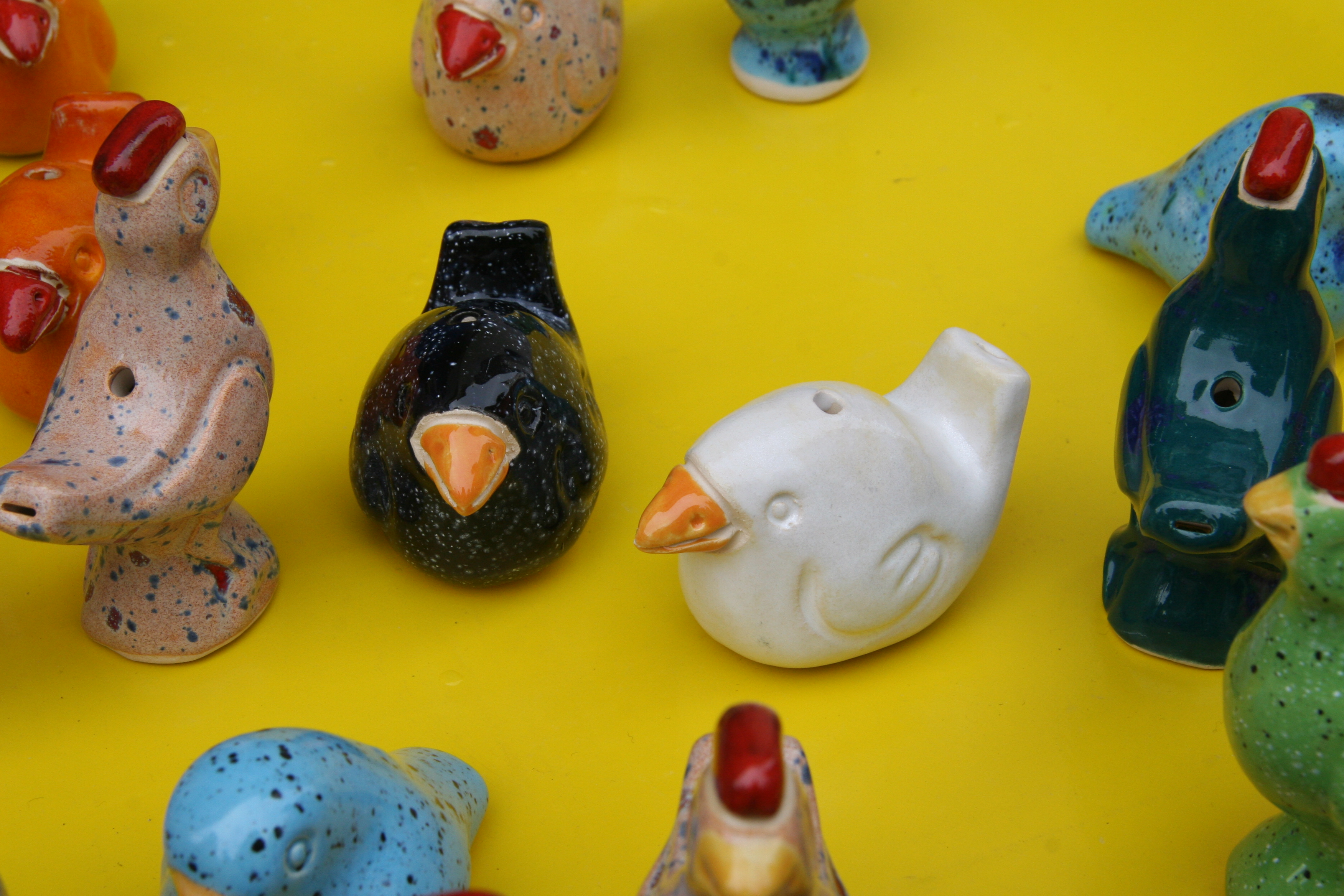
ドイツエーマイシェン（英語版）の土笛（ノスペルト・ペックヴィルヒェン（ドイツ語版））
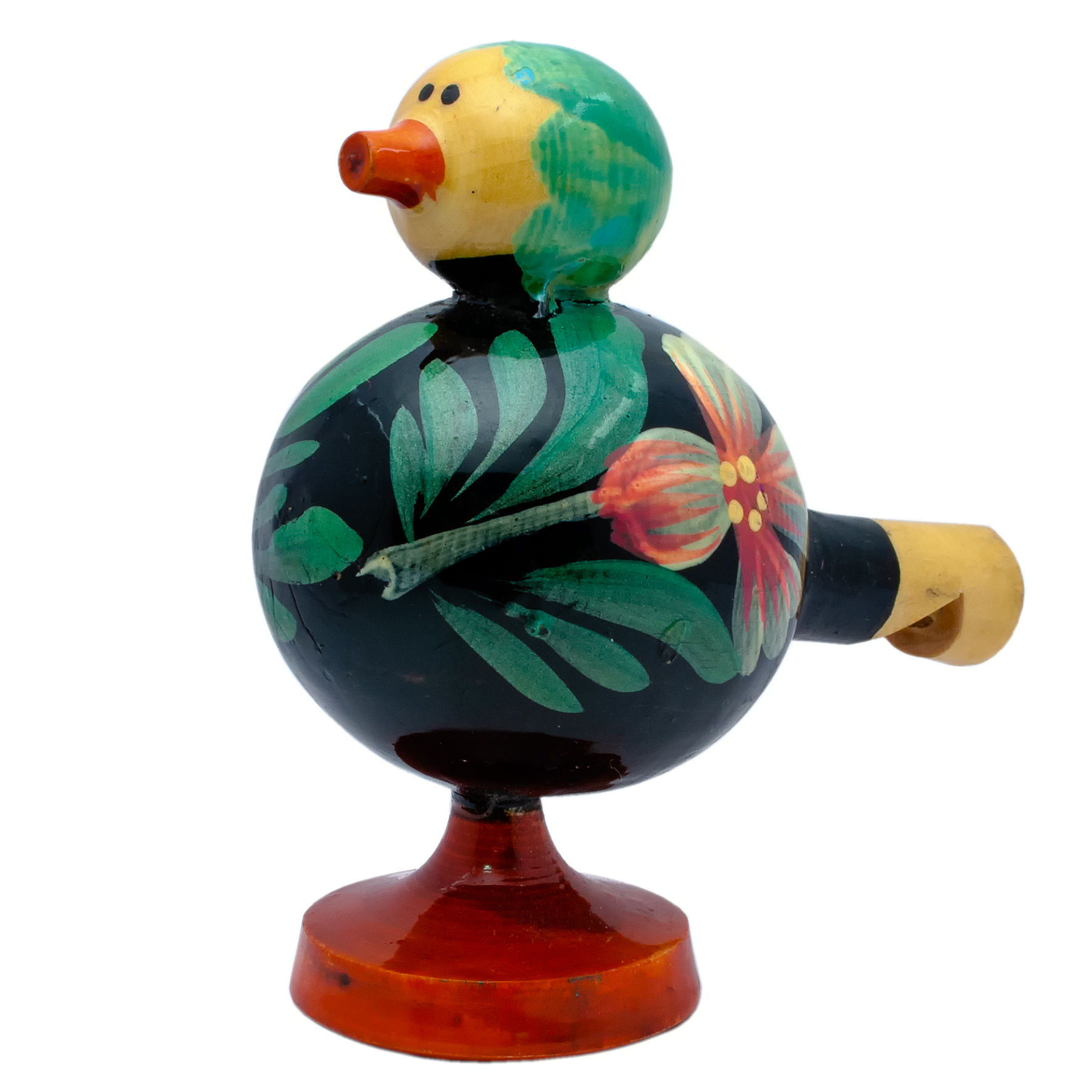
ロシアの伝統的な鳥の形をした木のおもちゃの笛